# Сарнія Стінг
«Сарнія Стінг» (англ. Sarnia Sting) — канадійський молодіжний хокейний клуб, що представляє місто Сарнія, провінція Онтаріо. Команда виступає у західному дивізіоні західної конференції хокейної ліги Онтаріо. Домашнім майданчиком «жалючих» є RBC Centre, котра здатна вмістити трохи більше 4 тисяч глядачів.

## Історія
Команда була створена у 1969 році у місті Корнвол і грала в ГЮХЛК під назвою «Роялс» до 1981 року. За цей час команда тричі вигравала Меморіальний кубок (у 1972, 1980 та 1981). У сезоні 1981-82 років клуб, не змінюючи назви, змінив лігу і почав грати в ОХЛ. У 1992-му «Роялс» переїхали в містечко Ньюмаркет, де провели два сезони.
У 1994 році клуб був придбаний братами Сісареллі, після чого змінив назву та переїхав у Сарнію. За 20 сезонів в лізі найкращим результатом «Стінг» є вихід до другого раунду плей-оф.

## Результати по сезонах
Скорочення: І = Ігри, В = Виграші, Н = Нічиї, ПО = Поразки не в основний час гри, П = Поразки, ГЗ = Голів забито, ГП = Голів пропущено, О = Очки
| Сезон     | Ліга | І  | В  | Н  | ПО | П  | ГЗ  | ГП  | О  | Місце     | Плей-оф                            |
| 1994-1995 | ОХЛ  | 66 | 24 | 5  |    | 37 | 250 | 292 | 53 | 10-е з 16 | Програш у 1-му раунді              |
| 1995-1996 | ОХЛ  | 66 | 39 | 4  |    | 23 | 330 | 276 | 82 | 4-е з 17  | Програш у 2-му раунді              |
| 1996-1997 | ОХЛ  | 66 | 35 | 7  |    | 24 | 286 | 251 | 77 | 7-е з 17  | Програш у 2-му раунді              |
| 1997-1998 | ОХЛ  | 66 | 32 | 13 | 3  | 18 | 253 | 227 | 80 | 7-е з 18  | Програш у 1-му раунді              |
| 1998-1999 | ОХЛ  | 68 | 37 | 6  | 1  | 24 | 279 | 216 | 81 | 9-е з 20  | Програш в чвертьфіналі конференції |
| 1999-2000 | ОХЛ  | 68 | 33 | 8  |    | 27 | 211 | 189 | 74 | 9-е з 20  | Програш в чвертьфіналі конференції |
| 2000-2001 | ОХЛ  | 68 | 28 | 7  | 2  | 31 | 235 | 244 | 65 | 15-е з 20 | Програш в чвертьфіналі конференції |
| 2001-2002 | ОХЛ  | 68 | 27 | 5  | 7  | 29 | 236 | 260 | 66 | 12-е з 20 | Програш в чвертьфіналі конференції |
| 2002-2003 | ОХЛ  | 68 | 41 | 7  | 1  | 19 | 251 | 193 | 90 | 4-е з 20  | Програш в чвертьфіналі конференції |
| 2003-2004 | ОХЛ  | 68 | 37 | 4  | 4  | 23 | 220 | 210 | 82 | 5-е з 20  | Програш в чвертьфіналі конференції |
| 2004-2005 | ОХЛ  | 68 | 16 | 6  | 5  | 41 | 156 | 228 | 43 | 19-е з 20 |                                    |
| 2005-2006 | ОХЛ  | 68 | 17 |    | 5  | 46 | 197 | 295 | 39 | 20-е з 20 |                                    |
| 2006-2007 | ОХЛ  | 68 | 34 |    | 10 | 24 | 270 | 241 | 78 | 9-е з 20  | Програш в чвертьфіналі конференції |
| 2007-2008 | ОХЛ  | 68 | 37 |    | 2  | 29 | 251 | 229 | 76 | 11-е з 20 | Програш у півфіналі конференції    |
| 2008-2009 | ОХЛ  | 68 | 35 |    | 7  | 26 | 216 | 210 | 77 | 9-е з 20  | Програш в чвертьфіналі конференції |
| 2009-2010 | ОХЛ  | 68 | 17 |    | 5  | 46 | 184 | 295 | 39 | 20-е з 20 |                                    |
| 2010-2011 | ОХЛ  | 68 | 25 |    | 7  | 36 | 243 | 321 | 57 | 16-е з 20 |                                    |
| 2011-2012 | ОХЛ  | 68 | 34 |    | 7  | 27 | 243 | 235 | 75 | 9-е з 20  | Програш в чвертьфіналі конференції |
| 2012-2013 | ОХЛ  | 68 | 35 |    | 5  | 28 | 247 | 254 | 75 | 11-е з 20 | Програш в чвертьфіналі конференції |
| 2013-2014 | ОХЛ  | 68 | 17 |    | 7  | 44 | 211 | 341 | 41 | 20-е з 20 |                                    |

## Рекорди клубу
Командні рекорди
- Найбільша кількість очок в сезоні — 90 (В41-Н7-ПО1-П19) (2002-03)
- Найменша кількість очок в сезоні — 39 (В17-ПО5-П46) (2005-06) та (2009-10)
- Найбільша кількість забитих голів в сезоні — 330 (1995-96)
- Найменша кількість забитих голів в сезоні — 156 (2004-05)
- Найбільша кількість пропущених голів в сезоні — 341 (2013-14)
- Найменша кількість пропущених голів в сезоні — 189 (1999-00)

Індивідуальні рекорди
- Найбільша кількість набраних очок за сезон — 130, Пітер Сарно (1998-99)
- Найбільша кількість закинутих шайб у сезоні — 62, Рід Буше (2012-13)
- Найбільша кількість результативних пасів за сезон — 93, Пітер Сарно (1998-99)
- Найбільша кількість штрафних хвилин у сезоні — 308, Марко Капрара (2003-04)

### Найкращі бомбардири
| Найбільша кількість: | Найбільша кількість: | Найбільша кількість: | Найбільша кількість: | Найбільша кількість: | Найбільша кількість: | Найбільша кількість: | Найбільша кількість: | Найбільша кількість: | Найбільша кількість: |
| Матчів               | Матчів               | Голів                | Голів                | Результативних пасів | Результативних пасів | Очок                 | Очок                 | Штрафних хвилин      | Штрафних хвилин      |
| -------------------- | -------------------- | -------------------- | -------------------- | -------------------- | -------------------- | -------------------- | -------------------- | -------------------- | -------------------- |
| Джон Гечимович       | 267                  | Джонатан Сім         | 165                  | Кріс Ньюберрі        | 158                  | Джонатан Сім         | 311                  | Марко Капрара        | 794                  |
| Джо Рогалскі         | 250                  | Джастін ДіБенедетто  | 112                  | Тревор Летовскі      | 155                  | Кріс Ньюберрі        | 268                  | Ендрю Проскурнікі    | 652                  |
| Робб Паланьюк        | 247                  | Кріс Ньюберрі        | 110                  | Чарлс Саро           | 153                  | Джастін ДіБенедетто  | 249                  | Майк Генсон          | 611                  |
| Нейтан Чарлітті      | 245                  | Джон Гечимович       | 103                  | Джонатан Сім         | 146                  | Тревор Летовскі      | 248                  | Кріс Ньюберрі        | 460                  |
| Стів Феррі           | 239                  | Стівен Стемкос       | 100                  | Джастін ДіБенедетто  | 137                  | Джефф Геерема        | 219                  | Ерік Бултон          | 377                  |

## Гравці

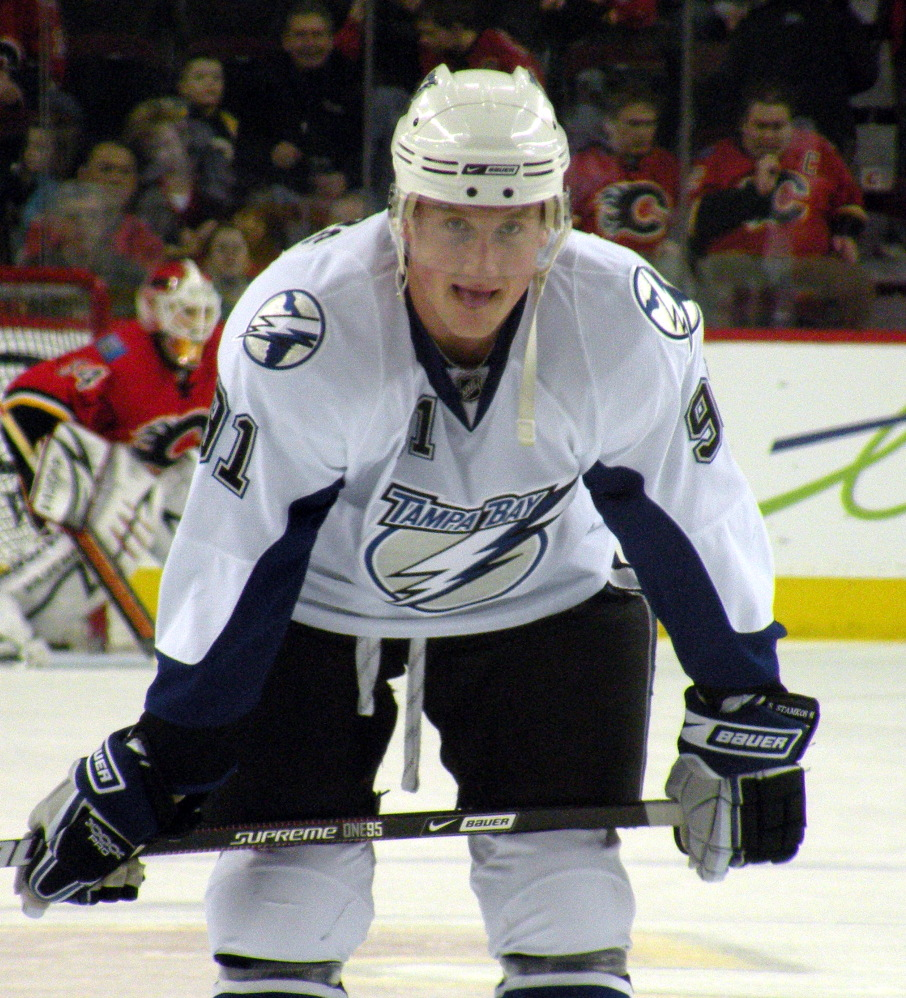
Стівен Стемкос

### Найвідоміші хокеїсти
- Ерік Бултон
- Шон Браун
- Енді Делмор
- Тревор Летовскі
- Джонатан Сім
- Тревор Жиль
- Іван Новосельцев
- Джеф Геерема
- Даніель Карсілло
- Дан Фріче
- Райан Вілсон
- Стівен Стемкос
- Джастін ДіБенедетто
- Метт Мартін
- Наїль Якупов
- Алекс Гальченюк
- Річард Клюн

### Український слід
За роки існування команди, за неї виступав лише один український виконавець: у сезоні 2004-05 років харків'янин Филип Оглезнєв провів за «Сарнію» 7 поєдинків.